# Prokop von Templin

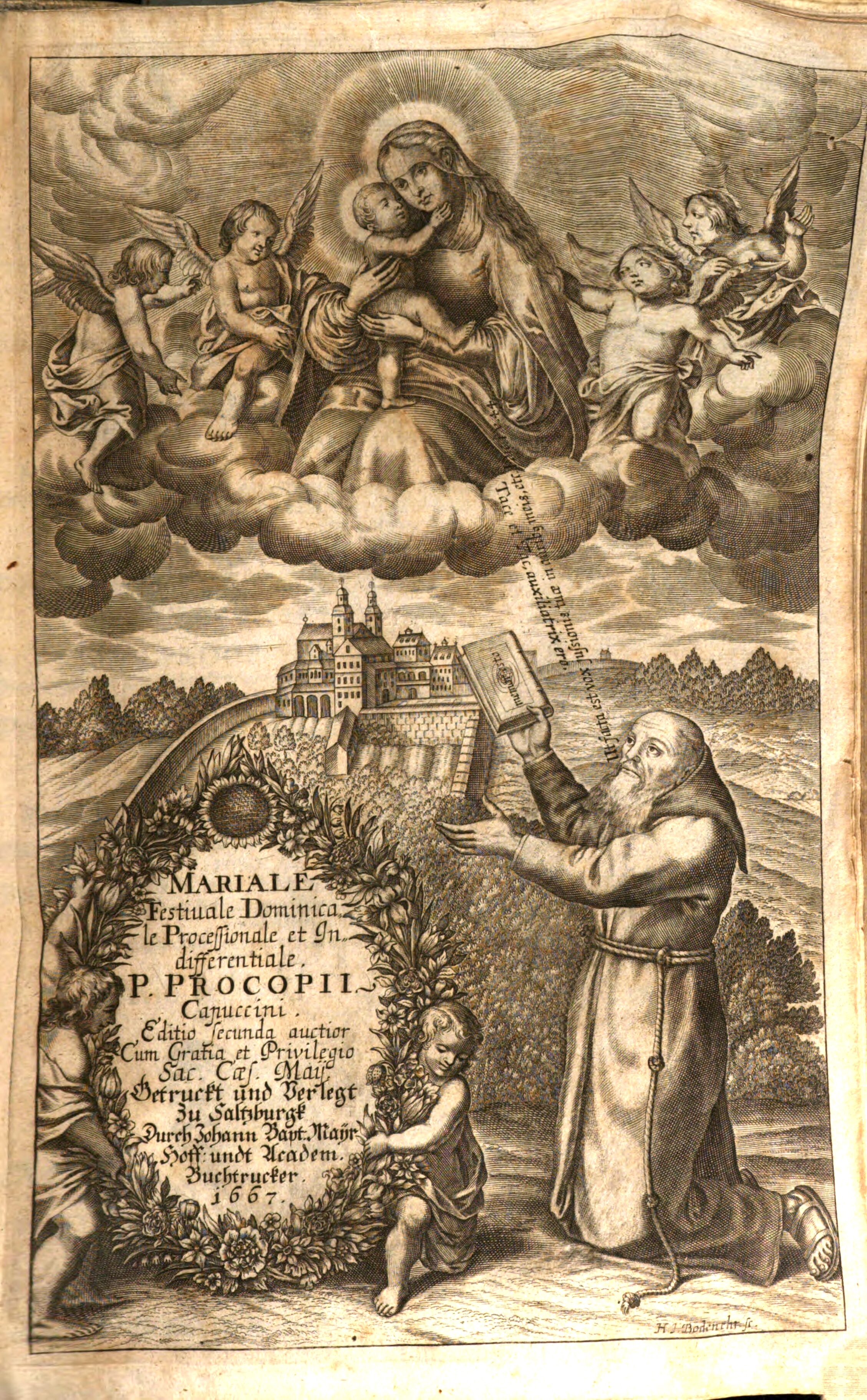
Prokop von Templin – Titelkupfer von 1667

Prokop von Templin, auch Procopius von Templin (* 1609 in Templin / Uckermark; † 22. November 1680 in Linz / Oberösterreich) war ein Schriftsteller und geistlicher Liederdichter der Barockzeit.

## Leben
Aus einer evangelischen Familie stammend, wurde der frühverwaiste scheue Junge sechzehnjährig von kaiserlichen Werbern nach Böhmen verschleppt und sollte die Heimat nie wiedersehen.  Offenbar unter dem Eindruck dieser Erlebnisse trat Prokop 1627 in Wien dem Kapuzinerorden bei. Im Dienste des Ordens ging er u. a. nach Mariazell (Steiermark) sowie ins Passauer Kloster Mariahilf. Im Jahre 1662 erlebte er in Passau das große Erdbeben mit, das Stadt und Kloster schwer beschädigte. Den Ruhestand verbrachte bei den Kapuzinern von Linz, wo er mit 72 Jahren verstarb.  Seine großen Sammelbände von Predigten auf das ganze Kirchenjahr sowie Marienliedern wurden zumeist in Salzburg veröffentlicht.
Er gilt durch die Volkstümlichkeit und theologische Fundierung seiner Predigten und Dichtungen als Vorläufer Abraham a Sancta Claras. Sein Deutsch wird zum sprachlich besten des 17. Jahrhunderts gerechnet.

## Werke (Auswahl)
- Mariae Hülff Ehren-Kräntzel.   Passau 1642
- Hertzen-Freud und Seelen-Trost.   Passau 1659
- Tugend-Spiegel aller zuchtliebenden Closter-Jungfrauen.   Nürnberg 1679

## Werk- und Literaturverzeichnis
- Gerhard Dünnhaupt: „Prokop von Templin (1608–1680)“, in: Personalbibliographien zu den Drucken des Barock, Band 5.  Stuttgart: Hiersemann 1991, ISBN 3-7772-9133-1, S. 3239–54.